# Selbitz
Selbitz település Németországban, azon belül Bajorországban. Lakosainak száma 4274 fő (2023. december 31.). Selbitz Berg és Leupoldsgrün községekkel határos.

## Népesség
A település népessége az elmúlt években az alábbi módon változott:
| Lakosok száma | 1620 | 3858 | 5283 | 4981 | 4389 | 4345 | 4375 | 4304 | 4286 | 4274 |
|               | 1875 | 1950 | 1975 | 1987 | 2012 | 2014 | 2016 | 2017 | 2021 | 2023 |